# Еварт (Мичиген)
Еварт (Мичиген) (енгл. Evart) град је у америчкој савезној држави Мичиген. По попису становништва из 2010. у њему је живело 1.903 становника.

## Демографија
Према попису становништва из 2010. у граду је живело 1.903 становника, што је 165 (9,5%) становника више него 2000. године.
| Група             | 2000.         | 2010.         |
| Белци             | 1.672 (96,2%) | 1.786 (93,9%) |
| Афроамериканци    | 9 (0,5%)      | 15 (0,8%)     |
| Азијати           | 2 (0,1%)      | 1 (0,1%)      |
| Хиспаноамериканци | 22 (1,3%)     | 42 (2,2%)     |
| Укупно            | 1.738         | 1.903         |